# Гардинер (Орегон)
Гардинер (енгл. Gardiner) насељено је место без административног статуса у америчкој савезној држави Орегон.

## Демографија
По попису из 2010. године број становника је 248.
| Група             | 2000.    | 2010.       |
| Белци             | 0 (0,0%) | 220 (88,7%) |
| Афроамериканци    | 0 (0,0%) | 2 (0,8%)    |
| Азијати           | 0 (0,0%) | 4 (1,6%)    |
| Хиспаноамериканци | 0 (0,0%) | 11 (4,4%)   |
| Укупно            | 0        | 248         |